# Auguste Hennig
Auguste Hennig (* 7. Februar 1864 in Sachsenburg als Auguste Wechsung; † 15. Juli 1959 in Leipzig) war eine deutsche Frauenrechtlerin und Politikerin.

## Leben
Als Tochter einer Hausfrau und eines Arbeiters geboren, zog Hennig 1888 mit ihrem Ehemann Karl (1859–1929) nach Leipzig. In den folgenden Jahren engagierte sie sich in diversen Vereinen politisch und begann 1902 eine Freundschaft mit Käthe Duncker. 1905 trat sie in die SPD ein. Ab 1908 leitete sie den Leipziger Verein für Hausangestellte, den sie mitgegründet hatte. Ihre vielfältigen politischen Tätigkeiten führten 1908 zur Wahl zum ersten weiblichen Parteivorstand der Leipziger SPD. 1910 reiste sie als Delegierte nach Kopenhagen, wo sie 1910 zusammen mit Clara Zetkin und Käthe Duncker den erfolgreichen Antrag zur Einführung eines internationalen Frauentags bei der Zweiten Internationalen Sozialistischen Frauenkonferenz in Kopenhagen einbrachte. Zurück in Leipzig schrieb sie für Die Gleichheit und engagierte sich für die Einführung des Frauenwahlrechts. 1919 trat sie zur USPD über. Nach dem Zweiten Weltkrieg wirkte sie beim Aufbau des Demokratischen Frauenbundes Deutschland mit und trat der SED bei. Trotz hohen Alters blieb Hennig bis zu ihrem Tod 1959 aktives Mitglied der Frauenbewegung, schrieb für Zeitungen und hielt Referate.
Auguste Hennig hatte fünf Kinder. Sie ist die Urgroßmutter von Heike Hennig.

## Würdigung
In Leipzig ist die Auguste-Hennig-Straße nach ihr benannt. Im Rahmen der Aktion 1000 Jahre Leipzig – 100 Frauenporträts wurde sie porträtiert.